# Steve Sandvoss
Steve Sandvoss (ur. 23 czerwca 1980 w Nowym Jorku) – amerykański aktor filmowy i telewizyjny.

## Życiorys

### Młodość
Stephen James Sandvoss dorastał na przedmieściach miasta Nowy Jork i uczęszczał do The Taft School w Connecticut, którą ukończył w 1998 r. Stracił ojca w wieku 17. lat. Studia rozpoczął na Uniwersytecie Harvarda, gdzie działał we wspólnocie artystycznej zajmując się amatorską fotografią, studiując poezję i amerykańską prozę, często grał w przedstawieniach pisanych przez studentów, jak również w znanych przedstawieniach Szekspira (Romeo i Julia, Juliusz Cezar), czy Bertolda Brechta (Życie Galiieusza, Ba'al). Dodatkowo zajmował się reżyserowaniem własnych prac, a także pisał krytyczne uwagi i eseje dla kilku studenckich periodyków. Steve był również członkiem prestiżowego zespołu a cappella of Harvard Opportunes. Podczas pobytu na Harvardzie dojeżdżał do Nowego Jorku by zająć się profesjonalnym aktorstwem i pracą modela. Ukończył Harvard z wyróżnieniem cum laude.

### Kariera
Szansa Sandvossa na aktorstwo przyszła wraz z rolą gwiazdy footballu walczącej przeciwko Willowi Estesowi w serialu NBC American Dreams. Jego inne role telewizyjne: Dr. Vegas, Bez skazy, The Inside, Dowody zbrodni oraz Pentagon: Sektor E. Debiutował w niezależnym filmie pełnometrażowym z roku 2003 Dni ostatnie reżyserowanym przez C. Jay Coxa. Zagrał w nim główną rolę Aarona Davisa, mormońskiego misjonarza z Idaho, nieujawnionego geja. Jego drugi film z 2005 to Rumor Has It, gdzie obok niego wystąpili również Jennifer Aniston, Kevin Costner, Mark Ruffalo i Shirley MacLaine.
Sandvoss otrzymał też rolę w krótkim filmie w reżyserii Luca Colombo zatytułowanym Waning Moon, który miał swoją premierę w sierpniu 2006 na festiwalu filmów w Lugano. Kolejną rolą był Razor w Price To Pay. W czerwcu 2006 wystąpił w roli Danny’ego w horrorze Buried Alive, który to film znalazł się na ekranach kin w 2007 r.
We wrześniu 2006 ogłoszono, że Steve zagra główne role w dwóch filmach z Hyperion Pictures: Outside The Box (komedia dramatyczna w produkcji jego brata Petera Sandvossa) oraz w horrorze The Ritual, którego akcja rozgrywa się w Indiach. W tym samym roku ogłoszono też, że Steve ponownie rozpocznie współpracę z reżyserem, pisarzem i kompozytorem C. Jay Cox’emm. Ma zagrać drugoplanową rolę w filmie Kiss The Bride (Pocałuj pannę młodą), który ukazać ma się w 2007 roku. W maju 2007 Steve przyjął rolę „Masona” w filmie Lie To Me, kręconym w Kansas City, w stanie Missouri.
Sandvoss obecnie mieszka w Los Angeles, gdzie wraz ze starszym bratem Peterem Sandvossem prowadzi „Beep Box Productions”.

## Teatr
- 2004 Tape, Ivar Brickbox Theatre, Hollywood z West Liang i Elizabeth Kell

## Filmy
- 2003: Dni ostatnie
- 2005: Rumor Has It
- 2006: Waning Moon (krótkometrażowy)
- 2006: Price to Pay (nie wszedł na ekrany kin)
- 2007: Buried Alive
- 2007: Outside the Box
- 2007: Letters From Frankenstein (krótkometrażowy)
- 2007: Kiss the Bride
- 2007: Lie to Me

## Seriale telewizyjne
- 2003: American Dreams (epizod 1.24)
- 2004: Dr. Vegas (odcinek 1.1)
- 2005: Bez skazy (odcinek 3.18)
- 2005: The Inside (odcinki 1.11, 1.12, 1.13, emitowany w UK po odwołaniu w USA)
- 2005: Dowody zbrodni (odcinek 2.18)
- 2006: Pentagon: Sektor E (odcinek 1.21 emitowany w UK po odwołaniu w USA)